# Amanita gemmata
Amanita gemmata é um fungo que pertence ao gênero de cogumelos Amanita na ordem Agaricales. Seu corpo de frutificação produz um píleo ("chapéu") amarelo-dourado que atinge até 12 cm de diâmetro. A superfície do chapéu é pegajosa quando úmida e caracteriza-se por apresentar verrugas brancas, principalmente na parte central, que são facilmente removíveis. Ele é inicialmente convexo, mas fica achatado quando maduro. Sua carne é branca e não muda de cor quando cortada. As lamelas são brancas e apinhadas. O tronco é amarelo-pálido, e mede 4 a 12 cm de altura, sendo um pouco mais espesso na base.
O cogumelo foi descrito pela primeira vez em 1838 pelo sueco Elias Magnus Fries, que o batizou de Agaricus gemmatus. O nome atual foi proposto em 1866 pelo estatístico francês Louis Bertillon, que classificou o fungo no gênero Amanita. Outros nomes foram propostos ao longo da história, mas todos eles são hoje considerados sinônimos de Amanita gemmata. É considerado um cogumelo venenoso. Seu consumo pode provocar alucinações visuais, vômitos, dor de estômago, diarreia, arritmia cardíaca e agitação. Em situações graves pode haver coma e convulsões, porém casos de morte são extremamente raros.
Tal como outros fungos do gênero, a espécie  forma uma relação simbiótica através de micorrizas com determinadas espécies de árvores, como Arctostaphylos spp., Pinus contorta, pinheiro-bravo e espruce-da-Noruega. Frutifica principalmente no verão e no outono, surgindo em solos arenosos e ligeiramente ácidos. Os cogumelos crescem isolados, dispersos, ou em grupos, em florestas de coníferas e mistas, especialmente ao longo de estradas. Na natureza é encontrado em partes da Ásia, Américas e Europa. Está amplamente distribuído na América do Norte e há registros de ocorrência na República Dominicana, Chile, Irã e China.

## Taxonomia e filogenia

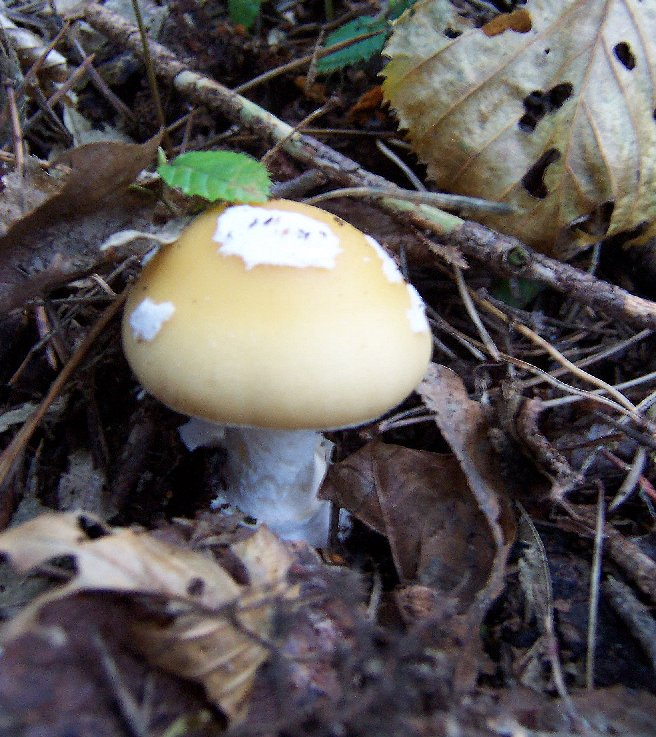
Cogumelo jovem com o chapéu pálido após dias sem chuva.

A espécie foi descrita cientificamente pela primeira vez pelo micologista e botânico sueco Elias Magnus Fries em 1838. O "pai da micologia", como viria a ser conhecido depois, batizou o cogumelo de Agaricus gemmatus. Mas o nome atual foi proposto em 1866 pelo estatístico francês Louis Bertillon, que classificou o fungo no gênero Amanita. A espécie foi transferida para diversos gêneros ao longo da história, resultando em vários sinônimos, incluindo Amanita muscaria var. gemmata (1886, Lucien Quélet), Amanitopsis gemmata (1887, Pier Andrea Saccardo), Amanitaria gemmata (1940, Édouard-Jean Gilbert), e Venenarius gemmatus (1948, William Murrill). O especialista em cogumelos Amanita Rodham Tulloss considera A. amici (publicado por Claude Casimir Gillet em 1891) como sendo sinônimo de A. gemmata, pois suas características macroscópicas se enquadram nos limites esperados para o último.
Dentro do gênero Amanita, A. gemmata é classificada no subgênero Amanita, seção Amanita, subseção Gemmatae e série Gemmatae. Tulloss coloca a espécie em uma estirpe (um ranking informal abaixo do nível de espécie) com A. russuloides e A. viscidolutea. Alguns micologistas acreditam que A. gemmata não é diferente de A. russuloides. Dois estudos moleculares baseados em sequências de um gene da subunidade maior de RNA ribossomal (nLSU-rDNA) e no gene mitocondrial da subunidade menor de RNA ribossomal (mtSSU -rDNA) mostraram que A. gemmata faz parte de um clado de Amanita com seu "primos" próximos A. muscaria, A. farinosa e A. roseitincta.
Nos países de língua inglesa, o cogumelo é popularmente conhecido como "gemmed Amanita", "jonquil Amanita", ou "European gemmed Amanita".

## Descrição

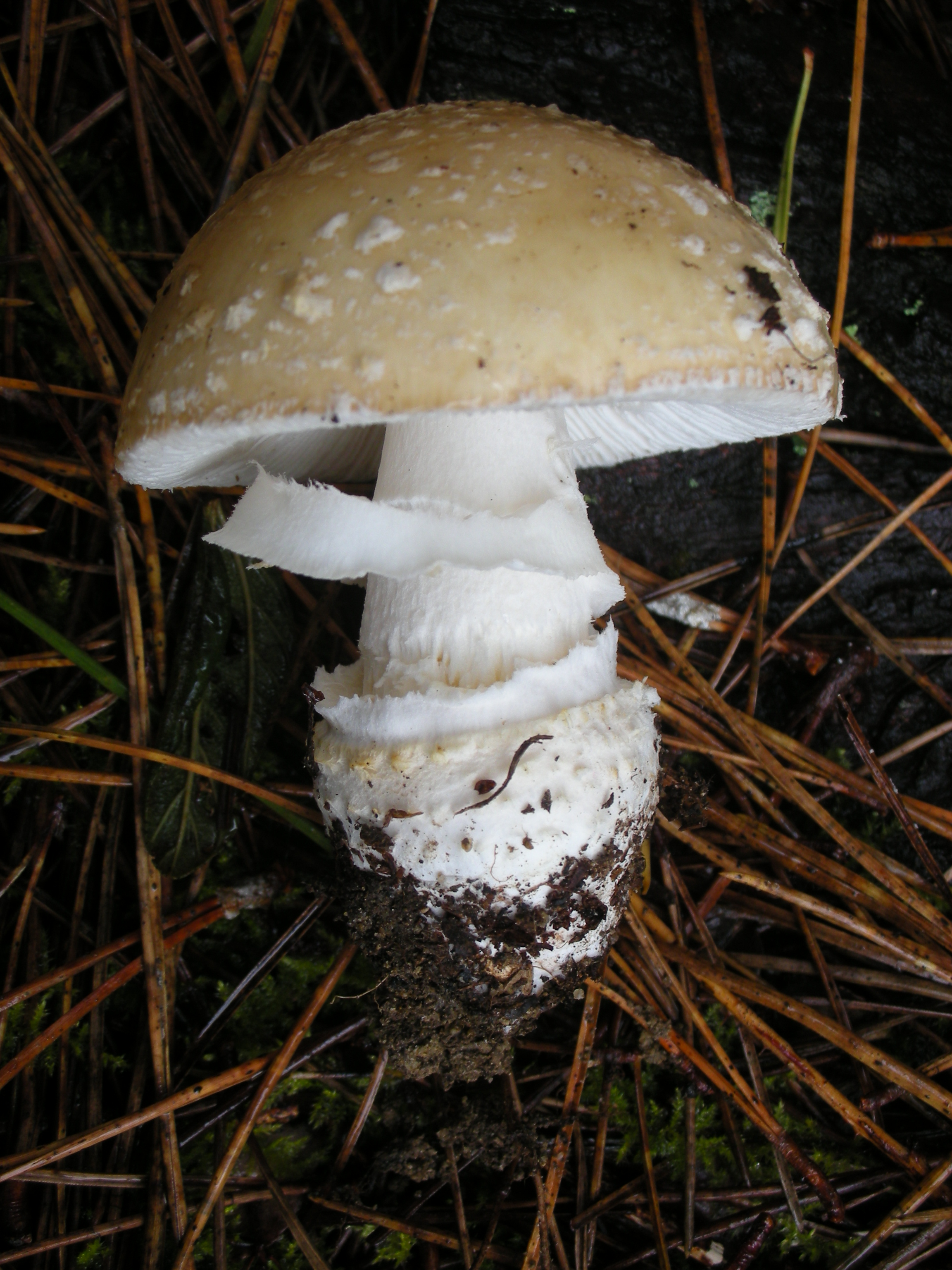
O chapéu é amarelo com verrugas brancas.

Os corpos de frutificação são totalmente amarelos. O píleo, o "chapéu" do cogumelo, quando fresco varia na tonalidade, podendo ser amarelo-cremoso, amarelo-dourado ou cor de couro. É pegajoso quando úmido. Verrugas brancas enfeitam a superfície do chapéu, mas elas geralmente são frágeis e facilmente lavadas pela chuva. Estão dispostas de forma aleatória, mas tendem a se concentrar mais no centro. O chapéu mede tipicamente 2,5 a 12 cm de diâmetro, e é inicialmente convexo antes de se tornar achatado na maturidade. A carne é branca, e não apresenta nenhuma mudança de cor quando cortada.
As lamelas são brancas e adnatas a adnexas; estão próximas uma das outras, com pouco espaço entre elas. A estipe (o "tronco") é amarelo pálido, com 4 a 12 cm de altura por 0,5 a 1,9 cm de largura. Sua espessura é aproximadamente a mesma ao longo de seu comprimento, ou ligeiramente mais espesso na base. Cogumelos jovens têm um véu parcial membranoso que se estende desde a parte superior da estipe até a margem do chapéu; como o cogumelo cresce, o véu parcial se rasga e fica parecendo um anel ao redor do tronco. Na base da estipe há uma volva branca (um remanescente do véu universal que cobria o cogumelo imaturo) que normalmente forma uma pequena borda livre. A impressão de esporos, técnica utilizada na identificação de fungos, é branca. Não há odor característico.

### Características microscópicas
Amanita gemmata tem esporos de formato elipsoide que medem 8 a 10 por 6,5 a 7,5 micrômetros (µm), com uma razão de comprimento/largura de 1,35. Os esporos são lisos, de paredes finas, não são amiloides e contêm uma a várias pequenas gotas de óleo. Os basídios (células do himênio que carregam esporos) possuem geralmente quatro esporos cada, e medem 30 a 40 por 8 a 11 µm.

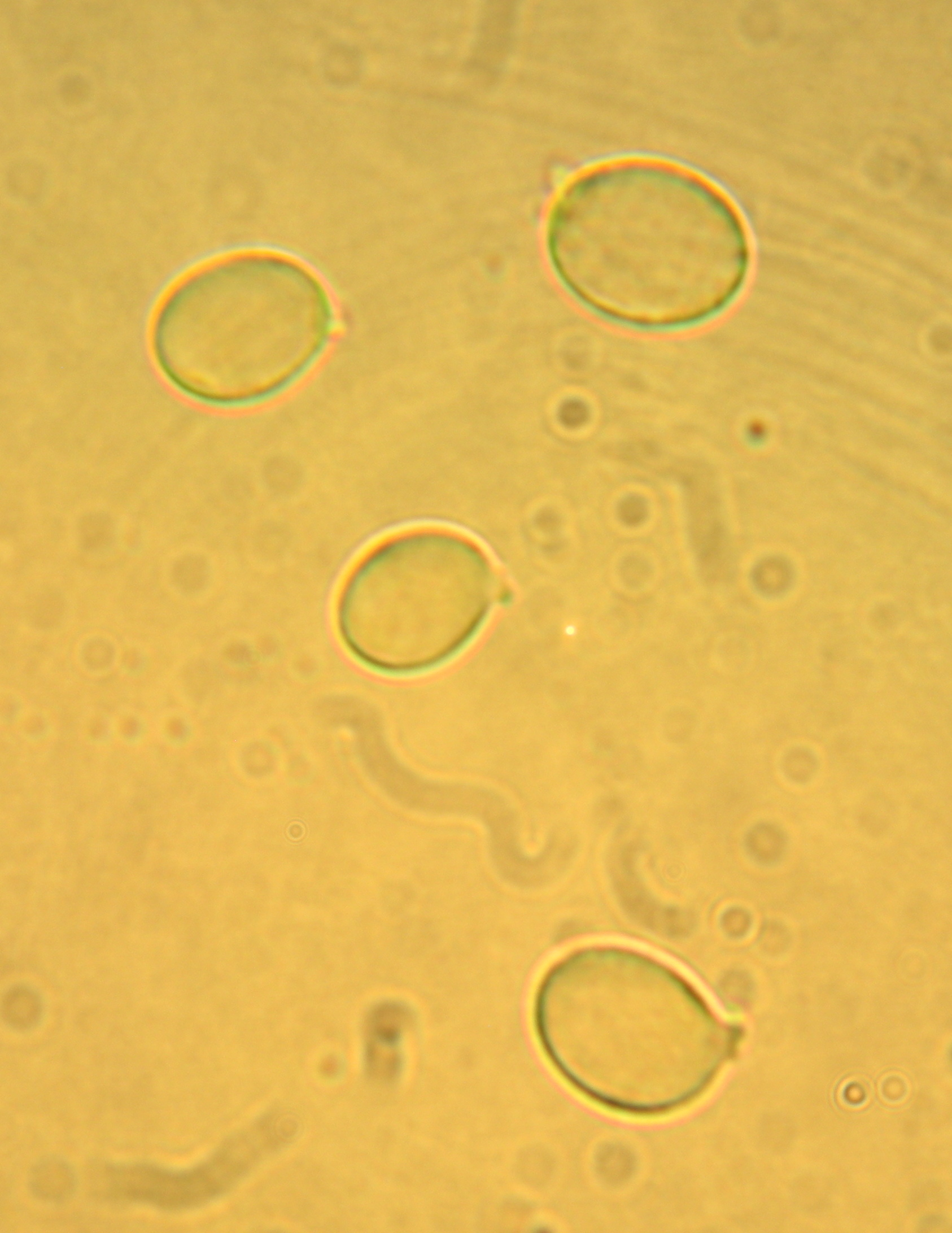
Os esporos são elipsoidais e têm paredes finas.

O tecido das lamelas é divergente, ou seja, as células são mais ou menos paralelas próximo ao centro da lamela, mas se afastam nas extremidades da mesma. As hifas neste tecido são cilíndricas a infladas, de paredes finas, hialinas (translúcidas) a amareladas, e medem 2,2 a 9 µm de largura; as hifas da porção central são mais estreitas e, tipicamente, cilíndricas. As hifas do subhimênio (uma camada de tecido logo abaixo do himênio) estão interligadas. Estas hifas são ramificadas, cilíndricas ou ligeiramente infladas, hialinas, e com 6 a 9 µm de largura. As hifas da cutícula do chapéu são filamentosas, entrelaçadas, e dispostas radialmente. Elas são cilíndricas, com 2,7 a 4 µm de largura, de paredes finas, hialinas a amarelas, e gelatinizam quando expostas ao hidróxido de potássio. O tecido do píleo também é entrelaçado, com hifas que são cilíndricas a um pouco infladas, medem 3,7 a 14,6 µm de largura, com paredes finas, ramificadas, e hialinas a amareladas. Os caulocistídios são abundantes no vértice do tronco; eles são cilíndricos, hialinos, de paredes finas, e medem 3 e 9 µm de largura. O tecido entrelaçado do anel é formado por hifas cilíndricas com 3 a 9 µm de largura. Os esferocistos (células esféricas infladas) também estão presentes no tecido do anel; eles são elipsoidais ou em forma de trevo, com dimensões de 29 a 55 por 30 a 70 µm. As verrugas na superfície do chapéu (remanescentes do véu universal) são constituídas por hifas cilíndricas entrelaçadas, com paredes finas, que medem 3,5 a 8 µm de largura. Os esferocistos neste tecido são elipsoidais, hialinos e possuem dimensões de 58,5 a 70,2 por 17,5 a 40 µm. O tecido volval é entrelaçado, com hifas hialinas e cilíndricas com 4,4 a 7,3 µm de largura. Seus esferocistos são elipsoidais a aproximadamente esféricos, hialinos, e medem 35 a 70 por 20 a 35 µm. No A. gemmata, onde são mais abundantes na região logo abaixo da cutícula do píleo, estas células refrativas estão espalhadas, e tem uma largura de 3,7 a 6 µm. Fíbulas são raras nas hifas da espécie; elas estão presentes no anel, tecido lamelar, subhimênio, e tecido do píleo.

## Espécies semelhantes
Existem inúmeras formas na América do Norte que tendem a fazer intergradação com A. pantherina. Em 2005, o micologista Rod Tulloss descreveu o Amanita aprica, uma espécie que no passado foi confundida com A. gemmata. De acordo com os especialistas Pierre Neville e Serge Poumarat, a espécie mediterrânea A. amici (sinônimo de A. gemmata f. amici) tem uma  aparência semelhante a A. gemmata, embora seja maior. Tulloss defende, no entanto, que suas medições das dimensões do chapéu e do tronco de A. amici estão dentro do intervalo esperado para A. gemmata, e que por esta razão os dois taxa devem ser considerados coespecíficos. Neville e Poumarat sugeriram que o nome A. gemmata ainda persiste em coleções do Mediterrâneo por causa de sua frequente má aplicação histórica para a espécie A. gioiosa, nativa da Itália, que não havia sido descrita como uma espécie separada até 2004. A. orientigemmata, um cogumelo que ocorre do Japão à China, é um sósia, mas tem fíbulas, ao contrário de A. gemmata. Outras diferenças entre as duas espécies incluem os esporos ligeiramente menores de A. orientigemmata, e as diferenças na microestrutura das verrugas do píleo.

## Toxicidade
Suspeita-se que a toxicidade do cogumelo é provocada pela presença de muscimol e ácido ibotênico.
Geralmente, os sintomas de envenenamento aparecem dentro das três primeiras horas após a ingestão do cogumelo. A pessoa apresenta alucinações visuais, náuseas, vômitos, dor de estômago, diarreia, batimentos cardíacos irregulares e lentos, e agitação. Em situações graves pode haver coma e convulsões. Casos de morte são extremamente raros.

## Ecologia, distribuição e habitat

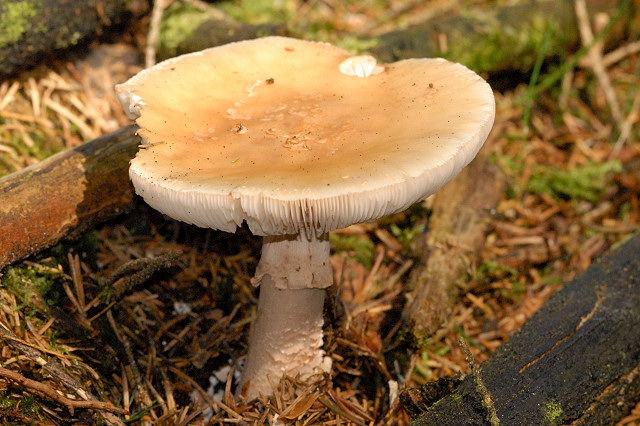
Cogumelo maduro numa floresta da Bélgica.

Amanita gemmata é um fungo que forma micorrizas, ou seja, mantém uma relação mutuamente benéfica com as raízes de plantas hospedeiras compatíveis. Através dessa associação, a planta fornece ao fungo uma fonte de carbono, e o fungo por sua vez disponibiliza certos nutrientes e proteção contra agentes patogênicos. Largent e colaboradores (1980) documentaram associações micorrízicas de A. gemmata com a manzanita (Arctostaphylos spp.) e o pinheiro Pinus contorta, e Nieto e Carbone com o pinheiro-bravo (Pinus pinaster), na Espanha. O fungo costuma se desenvolver em solos arenosos e ligeiramente ácidos, e é frequentemente encontrado em associação com o espruce-da-Noruega (Picea abies). Os cogumelos crescem isolados, dispersos, ou em grupos, em florestas de coníferas e mistas, especialmente ao longo de caminhos e estradas.
A espécie está distribuída em territórios da Ásia, Américas e Europa. Frutifica no verão e no outono (outono e inverno na Califórnia). Está amplamente distribuído na América do Norte, onde seu alcance máximo ao sul foi registrado em Ixtlán de Juárez, no México. A espécie foi relatada ainda na República Dominicana. Na América do Sul, é encontrada no Chile. Na Ásia, o cogumelo foi coletado no Irã e na China.